# Ricky Patton
Ricky Patton (6 de abril de 1954) é um ex-jogador profissional de futebol americano estadunidense.

## Carreira
Ricky Patton foi campeão da temporada de 1981 da National Football League jogando pelo San Francisco 49ers.